# Флоренсио-Санчес
Флоренсио-Санчес (исп. Florencio Sánchez) — город в юго-западной части Уругвая, на севере департамента Колония.

## География
Располагается на границе с департаментом Сорьяно. Город получил своё название по имени известного уругвайского политика и писателя — Флоренсио Санчеса. Абсолютная высота — 140 метров над уровнем моря.

## История
3 мая 1984 года получил статус малого города (Villa), а 24 ноября 1995 года — статус города (Ciudad).

## Население
По данным на 2011 год население города составляет 3716 человек.
| Год  | Население |
| ---- | --------- |
| 1908 | 2607      |
| 1963 | 1573      |
| 1975 | 1887      |
| 1985 | 2562      |
| 1996 | 3038      |
| 2004 | 3526      |
| 2011 | 3716      |

Источник: Instituto Nacional de Estadística de Uruguay